# What U Gonna Do
«What U Gonna Do» (en español, «¿Que vas a hacer?») es  una canción de la cantante argentina Oriana , fue lanzada el 22 de enero de 2018 como tercer sencillo de su futuro álbum debut en inglés. La canción fue escrita por Cameron Forbes, Tom Meredith, Mason Levy y Sabatini; producida por MdL y 
coproducida por Sabatini en la ciudad de Los Ángeles, Estados Unidos. «What U Gonna Do» es una canción electropop con notorias influencias de deep house y un ritmo con escala medio tempo, que se repite, acompañado de sonidos de saxofones al comienzo de la canción.
Al igual que sus sencillos anteriores, «Stay or Run» y «Love Me Down Easy», la canción fue un gran éxito con un gran número de ventas en la plataforma de iTunes Argentina, logrando mantenerse en la posición número uno por una semana.

## Antecedentes
Luego del éxito nacional de «Love Me Down Easy» y «Stay Or Run», Sabatini volvió a Los Ángeles para volver a regrabar una canción con MdL, Cameron Forbes y por segunda vez con Tom Meredith, la cual ya había interpretado como adelanto en el Dangerous Woman Tour de Ariana Grande en el DirecTV Arena Argentina. Después del lanzamiento de «What U Gonna Do», Sabatini habló en exclusiva con el sitio TKM sobre su deseo de que el mundo escuchara sus canciones recientes y su gran sueño de colaborar con J Balvin y Dua Lipa.

## Composición
Fue escrita por Sabatini, Tom Meredith, Cameron Forbes y Mason DeLevy (MdL). La canción pertenece al género electropop y posee grandes influencias de la música house, además de sonidos de saxofónes al comienzo de la misma como una introducción. El tema de la canción principalmente es sobre la misma Oriana Sabatini queriendo descubrir a un nuevo chico.

## Recepción comercial
La canción fue un éxito en la plataforma de iTunes en Argentina, pero a diferencia de sus lanzamientos anteriores esta se mantuvo solamente una semana en la posición número uno en dicha plataforma. Además de su leve éxito, la canción logró mantenerse en el puesto número 4 de la lista de Spotify, «los 50 más virales en Argentina» en marzo de ese año, llegando a ser la canción argentina más escuchada en la plataforma en dicho mes con más de noventa millones de reproducciones.

## Interpretaciones en vivo
Sabatini se presentó e interpretó la canción el 14 y 15 de noviembre de 2017 como telonera de la gira musical de Coldplay, A Head Full of Dreams Tour en el Estadio Único de La Plata en Argentina. También estuvo como invitada e interpretó la canción el 5 de julio del mismo año en la gira musical de Ariana Grande, Dangerous Woman Tour en la DirecTV Arena, de igual manera lo hizo en el festival Lollapaloza Argentina 2018 y también la interpretó en su primer recital titulado Love Me Down Easy: Tour (En el Vorterix) en el teatro Vorterix, el 5 y 6 de mayo del mismo año y en septiembre. Sabatini también la cantó en "The One Sessions" de Radio One Argentina. Sabatini también interpretó la canción en los Juegos Olímpicos de la Juventud Buenos Aires 2018 el 13 de octubre, acompañada por otras canciones inéditas tituladas «Say You Won't Let Go», «High», «Mis manos» y «Oasis».

## Posicionamiento en listas
| País (Lista 2018)                   | Posición más alta |
| ----------------------------------- | ----------------- |
| Argentina Anglo (Monitor Latino)    | 3                 |
| Argentina Nacional (Monitor Latino) | 4                 |

| País (Lista 2018)                | Posición más alta |
| -------------------------------- | ----------------- |
| Argentina (Monitor Latino)       | 71                |
| Argentina Anglo (Monitor Latino) | 13                |